# Жанатасаши
Жанатасаши́ (каз. Жаңатасашы) — село у складі Кегенського району Алматинської області Казахстану. Адміністративний центр Тасашинського сільського округу.
У радянські часи село називалось Жана-Тасаші.
Населення — 456 осіб (2021; 193 у 2009, 260 у 1999, 842 у 1989).